# Knock (Irlande)
Pour les articles homonymes, voir Knock.
Knock (en irlandais : An Cnoc, « la colline ») est un village du comté de Mayo, en Irlande. Il se trouve à environ une heure en voiture de Galway. Knock est aujourd'hui en dehors du Gaeltacht.
Il est connu mondialement pour l'apparition mariale de Knock survenue le 21 août 1879, apparition mariale reconnue par l'Église catholique, qui a entrainé la construction du sanctuaire de Knock, devenu le premier centre spirituel marial du pays. Le sanctuaire attire chaque année un million de pèlerins.

## Toponymie
Jusqu'au début des années 2000, le nom figurant sur les panneaux de signalisation était Cnoc Mhuire soit « colline de Marie ». La commission gaélique de toponymie décida de reprendre le nom originel du lieu : An Cnoc. Ce retour au nom originel entraîna un grand débat national. Une discussion eut lieu au sein même du Dáil Éireann qui ne trancha pas définitivement, en laissant la possibilité aux partisans du nom « plus religieux » de continuer à l'utiliser.

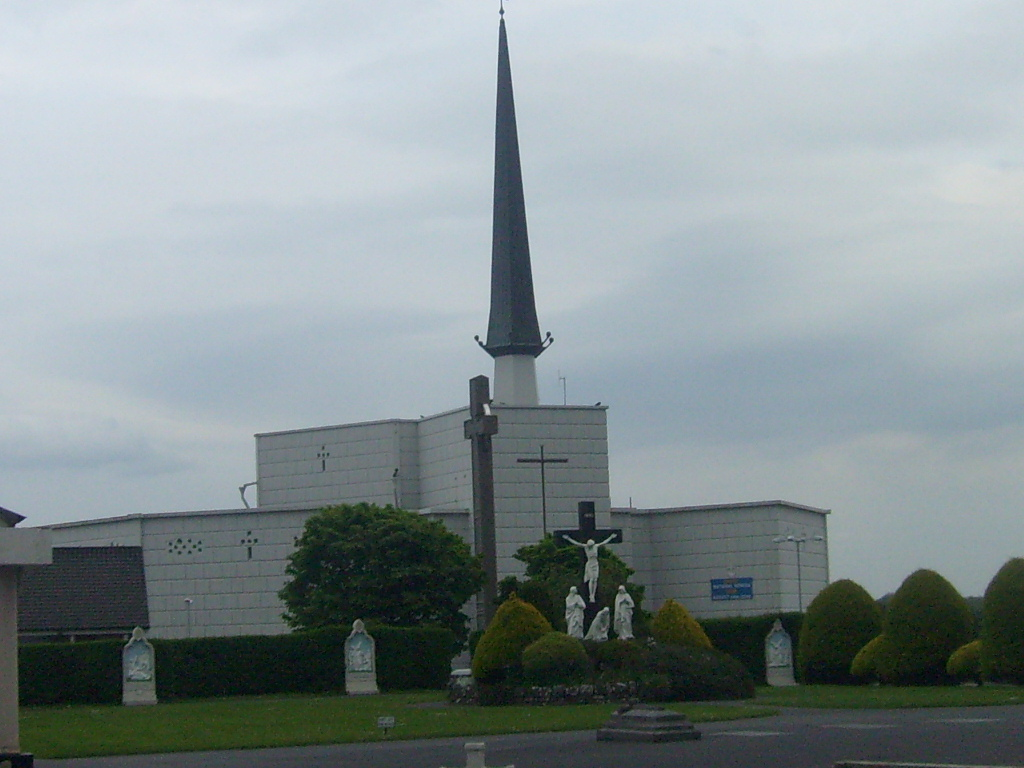
Knock.

## Histoire
La paroisse civile de Knock s'étend sur 45 townlands. Trente-cinq des townlands sont dans la baronnie de Costello. Les 10 townlands restants le long de la limite centre-ouest de la paroisse se trouvent dans la baronnie voisine de Clanmorris. Knock est situé à huit kilomètres de la ville de Claremorris (l'un des principaux bourgs du début du XIXe siècle) et se situe entre Claremorris et Ballyhaunis.

### L'apparition de 1879

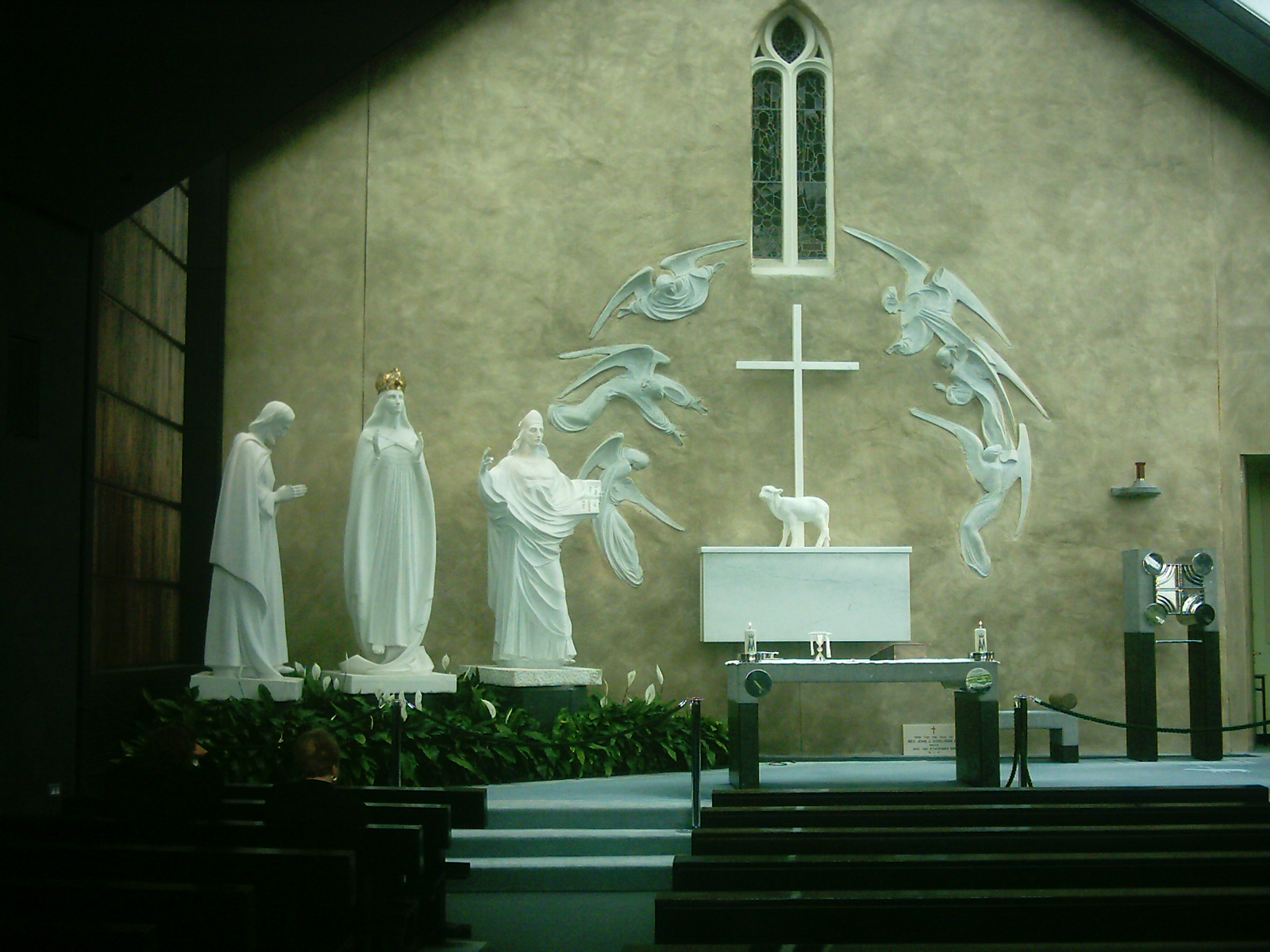
Représentation de la scène de la vision, dans la chapelle de l'apparition.

L'apparition mariale de Knock s'est déroulée à Knock (Irlande) le 21 août 1879 vers 19 h. Les témoins de ce phénomène ont déclaré avoir vu la Vierge Marie accompagnée d'autres personnes (saint Joseph, saint Jean, d'anges et de Jésus-Christ « l'Agneau de Dieu ») sur le mur extérieur de l'église du village. Aucune parole ou message n'ont été transmis aux voyants durant les deux heures d'apparition dont plus d'une quinzaine de personnes ont dit avoir été témoins. Cette apparition silencieuse et immobile s'est produite, sous une pluie battante, poussant certains voyants à quitter le lieu avant la fin de l'événement,. 
Très vite, l'évêque du lieu a ouvert une enquête canonique, mais malgré l'avis favorable de la commission d'enquête, il n'a pas fait la proclamation de reconnaissance officielle que de très nombreuses personnes attendaient. Le pèlerinage à Knock débute très vite, dans les semaines qui suivent cet événement, et la déclaration de plusieurs guérisons et miracles amène la population à dénommer Knock « le Lourdes irlandais »,.

## Sanctuaire et pèlerinage

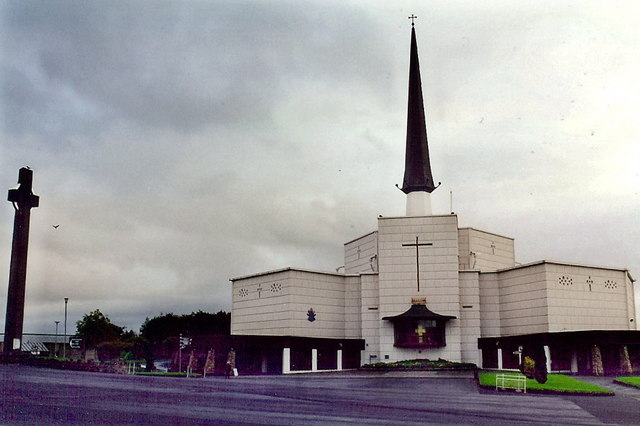
Vue du sanctuaire de Knock et de l'église Notre-Dame Reine d'Irlande.

Le sanctuaire de Knock (ou sanctuaire de Notre-Dame de Knock), est un sanctuaire situé à Knock en Irlande. Il célèbre l'apparition mariale de Knock survenue en 1879 et qui a été reconnue comme authentique par l'Église catholique en 1936.
Immédiatement des pèlerinages s'organisent sur le « lieu de l'apparition », et le petit village de Knock reçoit d'importantes visites de pèlerins dès 1880, dont beaucoup viennent chercher une guérison physique, au point que Knock est rapidement dénommé le « Lourdes irlandais ». La croissance rapide du pèlerinage se réduit néanmoins après quelques années, un des points parfois évoqués étant le manque d'infrastructures pour accueillir les pèlerins. En 1935 la société du sanctuaire de Knock est créée pour promouvoir l'amélioration de l'accueil des pèlerins et des malades en développant les infrastructures du sanctuaire. En 1976, une grande église « Notre-Dame Reine d'Irlande » est construite pour accueillir les pèlerins. L'église est élevée au rang de basilique en 1979 à l'occasion de la visite du pape Jean-Paul II,. 
Le sanctuaire continue de se développer, et d'attirer près d'un million de pèlerins du monde entier chaque année. La présence d'un aéroport international, construit à proximité, en 1985, permettant de faciliter leurs venues,,.

## Personnalités de Knock

### James Horan
Monseigneur James Horan, né le (5 mai 1911 - mort le 1er août 1986) devient curé de la paroisse de Knock en 1963 et fit aussi trois mandats en tant que maire.
- Il construisit la nouvelle basilique, Our Lady Queen of Ireland (Notre-Dame Reine d'Irlande), à Knock Shrine, en 1967, qui peut accueillir 10 000 fidèles.
- Il est l'instigateur de l'aéroport de Knock, malgré les résistances et railleries de toutes parts. Cet aéroport, inauguré le 25 octobre 1985, a dynamisé l'économie du Comté de Mayo et y a apporté une certaine prospérité. James Horan fit le premier vol inaugural de Knock à Rome[7].
- Il a persuadé le pape Jean-Paul II de visiter Knock en 1979 pour célébrer le centenaire de l'apparition.